# هنر الگوریتمی
این مقاله شامل لیستی از مراجع، مربوط به مطالعه یا پیوند به بیرون است اما منابع باقی‌مانده واضح نیستند چون فاقد نقل و قول برخط هستند. لطفاً این مقاله را با مطرح کردن نقل و قول دقیق‌تری در جای مناسب بهبود دهید.
هنر الگوریتمی همچنین به عنوان الگوریتم هنر شناخته شده، هنر اساساً هنر دیداری است، که طراحی به وسیلهٔ یک الگوریتم تولید می‌شود. هنرمندان الگوریتمی بعضی اوقات الگوریست‌ها نامیده می‌شوند.

## مقدمه
هنر الگوریتمی یک زیرمجموعه از هنر تولیدی است، و تقریباً همیشه با یک کامپیوتر اجرا شده‌است. اگر با کامپیوتر اجرا شده باشد به عنوان هنر تولید شده کامپیوتری طبقه‌بندی می‌شود، اما در بیشتر هنر تولید شده کامپیوتری بخشی از کامپیوتر در اجرا محدود شده‌است. در تباین هنر الگوریتمی، طراحی خلاق، نتیجه فرایند الگوریتمی است، معمولاً فرایند تصادفی یا شبه تصادفی برای محصول تغییرپذیری به کار می‌برند. هنر الگوریتمی به هنر سیستمی هم مربوط می‌شود.
معمولاً هنر دیجیتالی است، اگرچه تعدادی از هنرمندان با رسام‌ها کار می‌کنند. هنر فراکتال نمونه‌ای از هنر الگوریتمی است.

## تاریخچه
قدیمی‌ترین مثال‌های معروف از هنر الگوریتمی، کارهای هنری ایجاد شده توسط Georg Nees و Frieder Nake در اوایل سال ۱۹۶۰ است. این کارها با رسام ایجاد شده بودند و با کامپیوتر شخصی کنترل می‌شدند و اگرچه هنر تولید شده کامپیوتری بودند اما هنر دیجیتالی نبودند. عمل از راه ایجاد در نوشتن یک برنامه، ترتیبی از اعمالی که با رسام ایجاد می‌شوند.
گذشته از کار مداوم Verostko و الگوریتم‌های او، مثال‌های معروف دیگر کارهای هنری فراکتال در اواسط تا اواخر سال ۱۹۸۰ ایجاد شده بود. این‌ها اکنون مهم هستند چون آن‌ها از وسایل متفاوتی در جهت اجرا استفاده می‌کنند. درحقیقت قدیمی‌ترین هنر الگوریتمی "drawn«با رسام بود، هنر فراکتال به‌سادگی یک تصویر در حافظه کامپیوتر ایجاد می‌کند بنابراین هنر دیجیتال است. شکل اولیه از کار هنری فراکتال یک تصویر ذخیره شده در کامپیوتر می‌باشد. هنوز»هنر فراکتال" در یک مفهوم صریحی مطرح نشده، چون الگوریتم به وسیلهٔ هنرمندان تدبیر نشده‌است.

## وظیفه الگوریتم
برای یک کار هنری، هنر الگوریتمی مطرح شده‌است، ایجاد باید شامل فرایندهایی مبنی بر الگوریتم اختراع شده توسط هنرمند باشد. در اینجا یک الگوریتم ساده بتفصیل دستورالعمل برای طراحی و شاید اجرای یک کار هنری است، که ممکن است شامل کد کامپیوتر، توابع، عبارات یا ورودی دیگر که سرانجام شکل هنری را که می‌خواهیم، تعیین می‌کند. این ورودی ممکن است ریاضی، محاسباتی یا تولیدی در طبیعت باشد. ازانجاییکه الگوریتم‌ها به جبرگرایی تمایل دارند، به این معنی که اجرای مکرر آنها، همیشه در ساخت کارهای هنری کاملاً برابر، نتیجه دهد، بعضی از فاکتورهای خارجی مرسوم شده‌اند. می‌تواند هم تولیدکننده اعداد تصادفی در برخی نوع، یا بدنه خارجی از داده (که می‌تواند محدوده‌ای از ضربان قلب ثبت شده تا فریم‌های یک فیلم باشد.) بعضی از هنرمندان اساساً متضمن حرکات واشارات ورودی کار می‌کنند که سپس با یک الگوریتم اصلاح می‌شود.
با این تعریف، هنر الگوریتمی با متدهای گرافیکی نظیر تولید فراکتال نادرست برنامه فراکتال مخلوط نشده‌است، آن لزوماً با عوامل انسانی مربوط است(الگوریتم شخصی و نه یک پیش تنظیم در بسته). هنرمندان باید مناسب‌ترین عبارت را به ایده خودشان ربط دهند، درست مانند یک نقاش خواستار بهترین استفاده از رنگ هاست. با این تعریف، کوتاهی کردن در چیزی مثل تولید کردن فراکتال (و استفاده آن برای همه یا بیشتر خلقت شما) می‌تواند در ماهیت دستور کامپیوتر در جهت شکل کار نهائی مانع شود و به‌درستی هنر خالق نشود. الگوریتم ساختهٔ خود هنرمند جزء مکمل ابتکار است، به خوبی یک رسانه سراسری که عقیدهٔ آن‌ها را نقل می‌کند.

## الگوریست‌ها
"Algorist" یک اصطلاح برای هنرمندان دیجیتالی استفاده می‌شود کسانی که هنر الگوریتمی ایجاد می‌کنند. یک گروه از الگوریست‌ها به عنوان Les Algoristes معروفند.
الگوریست‌ها رسماً تناظر و تأسیس هویت خودشان به عنوان هنرمندان با پیروی کردن از پنلی به نام "Art and Algorithms" در SIGGRAPH در سال ۱۹۹۵ شروع کردند. بنیان‌گذاران Roman Verostko و Jean-Pierre Hebert بودند. Hebert با اختراع و ابداع کردن اصطلاح و تعریف آن که واقعاً غیر شگفت‌آور است به آن اعتبار داد، شکل الگوریتم شخصی او:
if (creation && object of art && algorithm && one's own algorithm) {
```
    include * an algorist *
```

} elseif (!creation ||!object of art ||!algorithm ||!one's own algorithm) {
```
    exclude * not an algorist *
```

}

## هنرمندان الگوریتمی
در این بخش هیچ منبع و ماخذی ذکرنشده‌است.
لطفاً به بهبود این بخش با اضافه کردن نقل و قول در منابع معتبر کمک کنید.
- Arambilet (Spain – Dominican Republic)
- San Base (Canada)
- Harold Cohen (UK – USA)
- Charles Csuri (USA)
- Helaman Ferguson (USA)
- Herbert W. Franke (Austria – Germany)
- John Greene (USA)
- Jean-Pierre Hébert (USA)
- Yoichiro Kawaguchi (Japan)
- Golan Levin (USA)
- Sergio Maltagliati (Italy)
- Manfred Mohr (Germany)
- Ken Musgrave (USA)
- Frieder Nake (Germany)
- Georg Nees (Germany)
- A. Michael Noll (USA)
- Jason Salavon (USA)
- Charles Sandison (UK/Finland)
- Remko Scha (Netherlands)
- Timothy Schreiber (UK)
- Celestino Soddu (Italy)
- Roman Verostko (USA)
- Martin Wattenberg (USA)
- Mark Wilson (USA)

## مطالعه بیشتر
- Oliver Grau (۲۰۰۳). Virtual Art: From Illusion to Immersion (MIT Press/Leonardo Book Series). Cambridge، Massachusetts: The MIT Press. ISBN 0-262-07241-6.
- Wands، Bruce (۲۰۰۶). Art of the Digital Age، London: Thames & Hudson. ISBN 0-500-23817-0.